# 하라다 사호
하라다 사호(일본어: 原田早穂, 1982년 11월 5일 ~ )는 일본의 아티스틱스위밍 선수이다. 2004년과 2008년 하계 올림픽에 출전했다.
하라다 사호는 몰타에서 싱크로나이즈드 스위밍을 선보이며 다양한 팀을 결성했다.